# Igreja de São João Batista (São João)

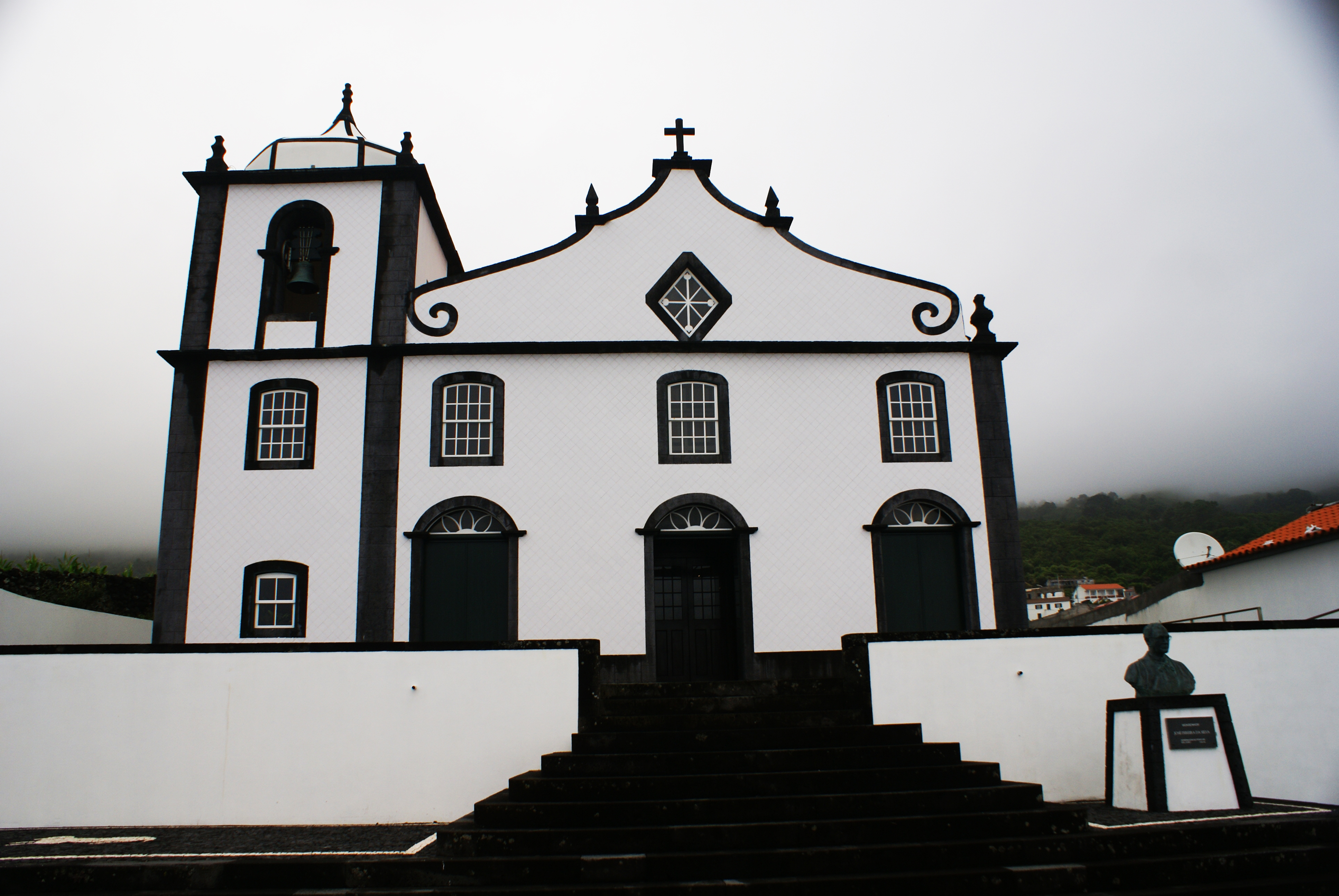
Igreja de São João Batista, fachada.

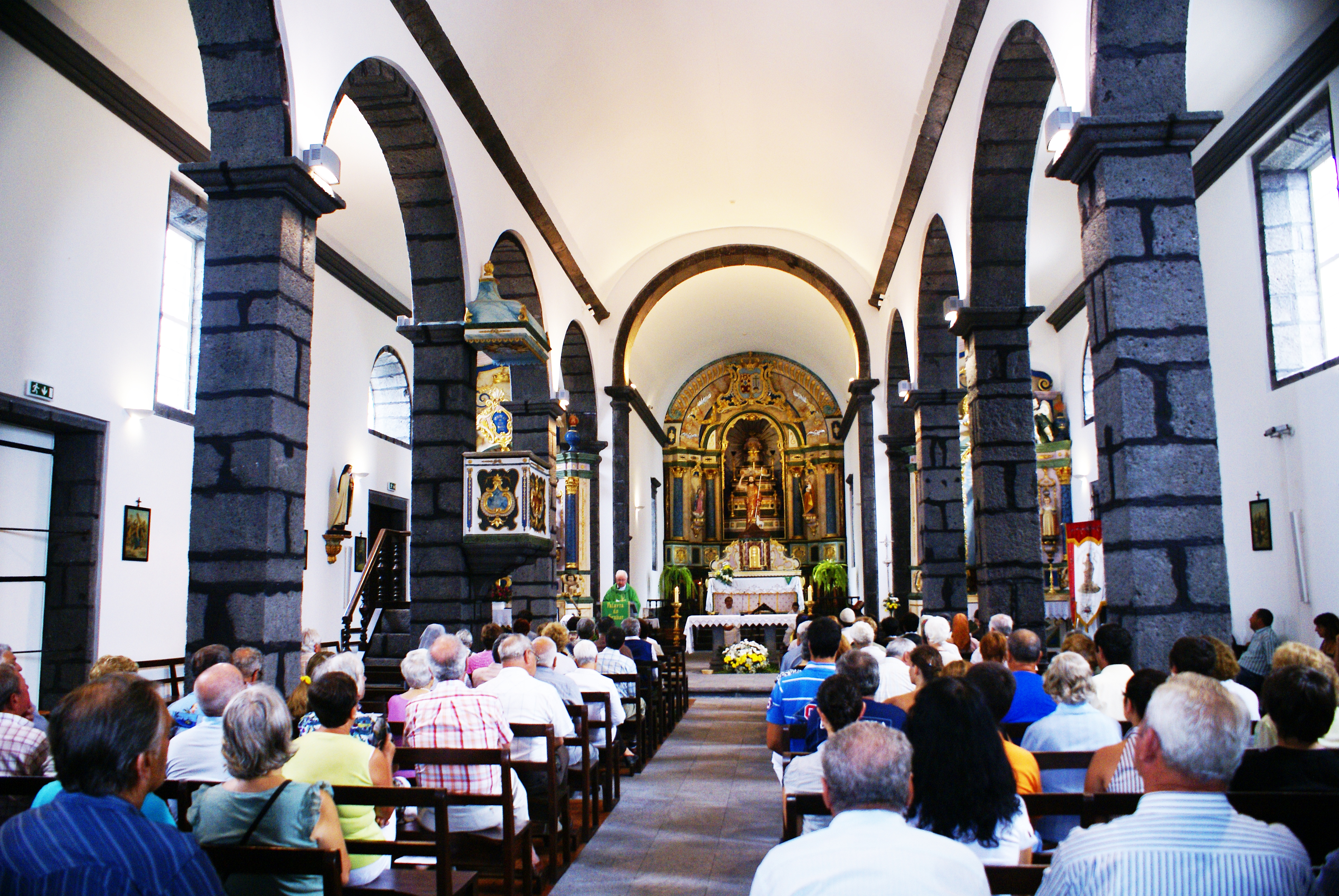
Igreja de São João Batista, nave.

A Igreja de São João Batista é um templo cristão português que se localiza na freguesia de São João, concelho das Lajes do Pico, ilha do Pico, Açores, Portugal.
A construção deste templo recua ao século XIX.